# Liste der olympischen Medaillengewinner aus Norwegen/A–G
Bislang errangen norwegische Sportler insgesamt 575 olympische Medaillen (210 × Gold, 191 × Silber und 174 × Bronze). 
Zurück zur Liste der olympischen Medaillengewinner aus Norwegen
- Medaillengewinner H bis N
- Medaillengewinner O bis Ø

## Medaillengewinner

### A
- Maren Nyland Aardahl – Handball (1-0-0)
Paris 2024: Gold, Frauen
- Per Knut Aaland – Skilanglauf (0-1-0)
Lake Placid 1980: Silber, 4 × 10-km-Staffel Männer
- Kjetil André Aamodt – Ski Alpin (4-2-2)
Albertville 1992: Gold, Super-G Männer
Albertville 1992: Bronze, Riesenslalom Männer
Lillehammer 1994: Silber, Abfahrt Männer
Lillehammer 1994: Silber, Alpine Kombination Männer
Lillehammer 1994: Bronze, Super-G Männer
Salt Lake City 2002: Gold, Super-G Männerf
Salt Lake City: Gold, Alpine Kombination Männer
Turin 2006: Gold, Super-G Männer
- Ragnhild Aamodt – Handball (1-0-0)
Peking 2008: Gold, Frauen
- Alf Aanning – Turnen (0-1-0)
Antwerpen 1920: Silber, Freies System Männer
- Ann Kristin Aarønes – Fußball (0-0-1)
Atlanta 1996: Bronze, Frauen
- Karl Aas – Turnen (0-1-0)
Antwerpen 1920: Silber, Freies System Männer
- Roald Aas – Eisschnelllauf (1-0-1)
Oslo 1952: Bronze, 1500 m Männer
Squaw Valley 1960: Gold, 1500 m Männerf
- Thomas Aass – Segeln (1-0-0)
Stockholm 1912: Gold, 8-Meter-Klasse Männer
- Sten Abel – Segeln (0-1-0)
Antwerpen 1920: Silber, 7-Meter-Klasse Männer
- Isak Abrahamsen – Turnen (1-0-0)
Stockholm 1912: Gold, Freies System Männer
- Henrik Agersborg – Segeln (0-0-1)
Antwerpen 1920: Silber, 6-Meter-Klasse Typ 1907 Männer
- Arthur Allers – Segeln (1-0-0)
Antwerpen 1920: Gold, 12-Meter-Klasse Typ 1919 Männer
- Thomas Alsgaard – Skilanglauf (5-1-0)
Lillehammer 1994: Gold, 30 km Freistil Männer
Lillehammer 1994: Silber, 4 × 10-km-Staffel Männer
Nagano 1998: Gold, 15 km Verfolgung Männer
Nagano 1998: Gold, 4 × 10-km-Staffel Männer
Salt Lake City 2002: Gold, 20 km Verfolgung Männer
Salt Lake City 2002: Gold, 4 × 10-km-Staffel Männer
- Ida Alstad – Handball (1-0-1)
London 2012: Gold, Frauen
Rio de Janeiro 2016: Bronze, Frauen
- Arthur Amundsen – Turnen (0-1-1)
London 1908: Silber, Teammehrkampf Männer
Stockholm 1912: Bronze, Schwedisches System Männer
- Steinar Amundsen – Kanu (1-0-1)
Mexiko-Stadt 1968: Gold, Vierer-Kajak 1000 m Männer
München 1972: Bronze, Vierer-Kajak 1000 m Männer
- Alf Andersen – Skispringen (1-0-0)
St. Moritz 1928: Gold, Großschanze Männer
- Anne Nymark Andersen – Fußball (0-0-1)
Atlanta 1996: Bronze, Frauen
- Espen Andersen – Nordische Kombination (1-1-0)
Pyeongchang 2018: Silber, Team Männer
Peking 2022: Gold, Team Männer
- Carl Albert Andersen – Leichtathletik, Turnen (0-1-1)
Paris 1900: Bronze, Stabhochsprung Männer
Stockholm 1912: Silber, Teammehrkampf Männer
- Frithjof Andersen – Ringen (0-0-1)
Antwerpen 1920: Bronze, Leichtgewicht griechisch-römisch Männer
- Hjalmar Andersen – Eisschnelllauf (3-0-0)
Oslo 1952: Gold, 1500 m Männer
Oslo 1952: Gold, 5000 m Männer
Oslo 1952: Gold, 10.000 m Männer
- Jørgen Andersen – Turnen (0-1-1)
Stockholm 1912: Bronze, Schwedisches System Männer
Antwerpen 1920: Silber, Freies System Männer
- Kjerstin Andersen – Handball (0-1-0)
Seoul 1988: Silber, Frauen
- Linda Andersen – Segeln (1-0-0)
Barcelona 1992: Gold, Europe Frauen
- Nina Nymark Andersen – Fußball (0-0-1)
Atlanta 1996: Bronze, Frauen
- Reidar Andersen – Skispringen (0-0-1)
Garmisch-Partenkirchen 1936: Bronze, Großschanze Männer
- Terje Andersen – Eisschnelllauf (0-0-1)
Lake Placid 1980: Bronze, 1500 m Männer
- Gunn Margit Andreassen – Biathlon (0-1-1)
Nagano 1998: Bronze, 4 × 7,5-km-Staffel Frauen
Salt Lake City 2002: Silber, 4 × 7,5-km-Staffel Frauen
- Rolf Andreassen – Rudern (0-1-0)
Montreal 1976: Silber, Vierer ohne Steuermann
- Frode Andresen – Biathlon (1-1-1)
Nagano 1998: Silber, 10 km Sprint Männer
Salt Lake City 2002: Gold, 4 × 7,5-km-Staffel Männer
Turin 2006: Bronze, 10 km Sprint Männer
- Erik Anker – Segeln (1-0-0)
Amsterdam 1928: Gold, 6-Meter-Klasse Männer
- Johan Anker – Segeln (2-0-0)
Stockholm 1912: Gold, 12-Meter-Klasse Männer
Amsterdam 1928: Gold, 6-Meter-Klasse Männer
- Knut Tore Apeland – Nordische Kombination (0-2-0)
Albertville 1992: Silber, Team Männer
Lillehammer 1994: Silber, Team Männer
- Charles Arentz – Segeln (1-0-0)
Antwerpen 1920: Gold, 10-Meter-Klasse Typ 1919 Männer
- Tor Arneberg – Segeln (0-1-0)
Helsinki 1952: Gold, 6-Meter-R-Klasse Männer
- Emilie Hegh Arntzen – Handball (0-0-2)
Rio de Janeiro 2016: Bronze, Frauen
Tokio 2020: Bronze, Frauen
- Inger Aufles – Skilanglauf (1-0-2)
Grenoble 1968: Gold, 3 × 5-km-Staffel Frauen
Grenoble 1968: Bronze, 10 km Frauen
Sapporo 1972: Bronze, 3 × 5-km-Staffel Frauen
- Anders Aukland – Skilanglauf (1-0-0)
Salt Lake City 2002: Gold, 4 × 10-km-Staffel Männer
- Malin Aune – Handball (0-0-1)
Tokio 2020: Bronze, Frauen
- Berit Aunli – Skilanglauf (1-1-1)
Lake Placid 1980: Bronze, 4 × 5-km-Staffel Frauen
Sarajevo 1984: Gold, 4 × 5-km-Staffel Frauen
Sarajevo 1984: Silber, 5 km Frauen
- Ove Aunli – Skilanglauf (0-1-1)
Lake Placid 1980: Bronze, 4 × 10-km-Staffel Männer
Lake Placid 1980: Bronze, 15 km Männer
- Otto Authén – Turnen (0-1-0)
London 1908: Silber, Teammehrkampf Männer

### B
- Ivar Ballangrud – Eisschnelllauf (4-2-1)
St. Moritz 1928: Gold, 5000 m Männer
St. Moritz 1928: Bronze, 1500 m Männer
Lake Placid 1932: Silber, 10.000 m Männer
Garmisch-Partenkirchen 1936: Gold, 5000 m Männer
Garmisch-Partenkirchen 1936: Gold, 500 m Männer
Garmisch-Partenkirchen 1936: Gold, 10.000 m Männer
Garmisch-Partenkirchen 1936: Silber, 1500 m Männer
- Anders Bardal – Skispringen (0-0-2)
Vancouver 2010: Bronze, Team Männer
Sotschi 2014: Bronze, Normalschanze Männer
- Håkon Barfod – Segeln (2-0-0)
London 1948: Gold, Drachen Männer
Helsinki 1952: Gold, Drachen Männer
- Gustav Bayer – Turnen (0-1-0)
Antwerpen 1920: Silber, Freies System Männer
- Hans Beck – Skispringen (0-1-0)
Lake Placid 1932: Silber, Großschanze Männer
- Fredrik Bekken – Rudern (0-1-0)
Sydney 2000: Silber, Doppelzweier Männer
- Kristin Bekkevold – Fußball (1-0-0)
Sydney 2000: Gold, Frauen
- Guttorm Berge – Ski Alpin (0-0-1)
Oslo 1952: Bronze, Slalom Männer
- Stig André Berge – Ringen (0-0-1)
Rio de Janeiro 2016: Bronze, griechisch-römisch Bantamgewicht Männer
- Lars Berger – Skilanglauf (0-1-0)
Vancouver 2010: Silber, 4 × 10-km-Staffel Männer
- Tora Berger – Biathlon (2-1-1)
Vancouver 2010: Gold, 15 km Einzel Frauen
Sotschi 2014: Gold, Mixed-Staffel
Sotschi 2014: Silber, 10 km Verfolgung Frauen
Sotschi 2014: Bronze, 4 × 6-km-Staffel Frauen
- Tore Berger – Kanu (1-0-1)
Mexiko-Stadt 1968: Gold, Vierer-Kajak 1000 m Männer
München 1972: Bronze, Vierer-Kajak 1000 m Männer
- Arnfinn Bergmann – Skispringen (1-0-0)
Oslo 1952: Gold, Großschanze Männer
- Arne Bergodd – Rudern (0-1-0)
Montreal 1976: Silber, Vierer ohne Steuermann Männer
- Bjørn Bergvall – Segeln (1-0-0)
Rom 1960: Gold, Flying Dutchman Männer
- Einar Berntsen – Segeln (0-0-1)
Antwerpen 1920: Silber, 6-Meter-Klasse Typ 1907 Männer
- Hedda Berntsen – Freestyle-Skiing (0-1-0)
Vancouver 2010: Silber, Skicross Frauen
- Nils Bertelsen – Segeln (1-0-0)
Stockholm 1912: Gold, 12-Meter-Klasse Männer
- Hans Anton Beyer – Turnen (1-0-0)
Stockholm 1912: Gold, Freies System Männer
- Ferdinand Bie – Leichtathletik (0-1-0)
Stockholm 1912: Silber, Fünfkampf Männer
- Halvor Birkeland – Segeln (1-0-0)
Antwerpen 1920: Gold, 12-Meter-Klasse Typ 1907 Männer
- Lars Helge Birkeland – Biathlon (0-1-0)
Pyeongchang 2018: Silber, 4 × 7,5-km-Staffel Männer
- Rasmus Birkeland – Segeln (1-0-0)
Antwerpen 1920: Gold, 12-Meter-Klasse Typ 1907 Männer
- Lars Bjønness – Rudern (0-2-0)
Seoul 1988: Silber, Doppelvierer Männer
Barcelona 1992: Silber, Doppelvierer Männer
- Marit Bjørgen – Skilanglauf (8-4-2)
Salt Lake City 2002: Silber, 4 × 5-km-Staffel Frauen
Turin 2006: Silber, 10 km klassisch Frauen
Vancouver 2010: Gold, Sprint klassisch Frauen
Vancouver 2010: Gold, 15 km Skiathlon Frauen
Vancouver 2010: Gold, 4 × 5-km-Staffel Frauen
Vancouver 2010: Silber, 30 km klassisch Frauen
Vancouver 2010: Bronze, 10 km Freistil Frauen
Sotschi 2014: Gold, 30 km Massenstart Frauen
Sotschi 2014: Gold, 15 km Skiathlon Frauen
Sotschi 2014: Gold, Teamsprint Frauen
Pyeongchang 2018: Bronze, Teamsprint Frauen
Pyeongchang 2018: Silber, 15 km Skiathlon Frauen
Pyeongchang 2018: Gold, 30 km Frauen
Pyeongchang 2018: Gold, 4 × 5-km-Staffel Frauen
- Erik Bjørkum – Segeln (0-1-0)
Seoul 1988: Silber, Flying Dutchman Männer
- Dag Bjørndalen – Biathlon (0-1-0)
Nagano 1998: Silber, 4 × 7,5-km-Staffel Männer
- Ole Einar Bjørndalen – Biathlon (8-4-1)
Nagano 1998: Gold, 10 km Sprint Männer
Nagano 1998: Silber, 4 × 7,5-km-Staffel Männer
Salt Lake City 2002: Gold, 10 km Sprint Männer
Salt Lake City 2002: Gold, 12,5 km Verfolgung Männer
Salt Lake City 2002: Gold, 20 km Einzel Männer
Salt Lake City 2002: Gold, 4 × 7,5-km-Staffel Männer
Turin 2006: Silber, 12,5 km Verfolgung Männer
Turin 2006: Silber, 20 km Einzel Männer
Turin 2006: Bronze, 15 km Massenstart Männer
Vancouver 2010: Silber, 20 km Einzel Männer
Vancouver 2010: Gold, 4 × 7,5-km-Staffel Männer
Sotschi 2014: Gold, 10 km Sprint Männer
Sotschi 2014: Gold, Mixed-Staffel
- Hartmann Bjørnsen – Turnen (1-0-0)
Stockholm 1912: Gold, Freies System Männer
- Jørgen Bjørnstad – Turnen (0-1-0)
Antwerpen 1920: Silber, Freies System Männer
- Espen Bjørnstad – Nordische Kombination (1-0-0)
Peking 2022: Gold, Team Männer
- Kristian Blummenfelt – Triathlon (1-0-0)
Tokio 2020: Gold, Einzel Männer
- Rick Bockelie – Segeln (1-0-0)
Paris 1924: Gold, 8-Meter-Klasse Männer
- Asbjørn Bodahl – Turnen (0-1-0)
Antwerpen 1920: Silber, Freies System Männer
- Hermann Bohne – Turnen (0-1-0)
London 1908: Silber, Teammehrkampf Männer
- Narve Bonna – Skispringen (0-1-0)
Chamonix 1924: Silber, Großschanze Männer
- Kjetil Borch – Rudern (0-1-1)
Rio de Janeiro 2016: Bronze, Doppelzweier Männer
Tokio 2020: Silber, Einer Männer
- Kristine Lunde-Borgersen – Handball (1-0-0)
London 2012: Gold, Frauen
- Martin Borthen – Segeln (1-0-0)
Antwerpen 1920: Gold, 12-Meter-Klasse Typ 1919 Männer
- Audun Boysen – Leichtathletik (0-0-1)
Melbourne 1956: Bronze, 800 m Männer
- Kenneth Braaten – Nordische Kombination (1-0-0)
Nagano 1998: Gold, Team Männer
- Øystein Bråten – Freestyle-Skiing (1-0-0)
Pyeongchang 2018: Gold, Slopestyle Männer
- Julius Braathe – Schießen (1-0-0)
London 1908: Gold, Freies Gewehr Dreistellungskampf Männer
- Torgeir Brandtzæg – Skispringen (0-0-2)
Innsbruck 1964: Bronze, Großschanze Männer
Innsbruck 1964: Bronze, Normalschanze Männer
- Kari Brattset Dale – Handball (1-0-1)
Tokio 2020: Bronze, Frauen
Paris 2024: Gold, Frauen
- Andreas Brecke – Segeln (2-0-0)
Stockholm 1912: Gold, 12-Meter-Klasse Männer
Antwerpen 1920: Gold, 6-Meter-Klasse Typ 1919 Männer
- Espen Bredesen – Skispringen (1-1-0)
Lillehammer 1994: Gold, Normalschanze Männer
Lillehammer 1994: Silber, Großschanze Männer
- Kristine Breistøl – Handball (1-0-1)
Tokio 2020: Bronze, Frauen
Paris 2024: Gold, Frauen
- Karoline Dyhre Breivang – Handball (2-0-0)
Peking 2008: Gold, Frauen
London 2012: Gold, Frauen
- Hallgeir Brenden – Skilanglauf (2-2-0)
Oslo 1952: Gold, 18 km Männer
Oslo 1952: Silber, 4 × 10-km-Staffel Männer
Cortina d’Ampezzo 1956: Gold, 15 km Männer
Squaw Valley 1960: Silber, 4 × 10-km-Staffel Männer
- Sverre Brodahl – Nordische Kombination, Skilanglauf (0-1-1)
Garmisch-Partenkirchen 1936: Silber, 4 × 10-km-Staffel Männer
Garmisch-Partenkirchen 1936: Bronze, Kombination Männer
- Tore Brovold – Schießen (0-1-0)
Peking 2008: Silber, Skeet Männer
- Kristoffer Brun – Rudern (0-0-1)
Rio de Janeiro 2016: Bronze, Leichtgewichts-Doppelzweier Männer
- Arne Brustad – Fußball (0-0-1)
Berlin 1936: Bronze, Männer
- Georg Brustad – Turnen (0-0-1)
Stockholm 1912: Bronze, Schwedisches System Männer
- Håkon Brusveen – Skilanglauf (1-1-0)
Squaw Valley 1960: Gold, 15 km Männer
Squaw Valley 1960: Silber, 4 × 10-km-Staffel Männer
- Håkon Bryhn – Segeln (1-0-0)
Amsterdam 1928: Gold, 6-Meter-Klasse Männer
- Alexia Bryn – Eiskunstlauf (0-1-0)
Antwerpen 1920: Silber, Paarlauf
- Yngvar Bryn – Eiskunstlauf (0-1-0)
Antwerpen 1920: Silber, Paarlauf
- Oddvar Brå – Skilanglauf (0-2-0)
Sapporo 1972: Silber, 4 × 10-km-Staffel Männer
Lake Placid 1980: Silber, 4 × 10-km-Staffel Männer
- Kjersti Buaas – Snowboard (0-0-1)
Turin 2006: Bronze, Halfpipe Frauen
- Hans Petter Buraas – Ski Alpin (1-0-0)
Nagano 1998: Gold, Slalom Männer
- Thomas Byberg – Eisschnelllauf (0-1-0)
St. Moritz 1948: Silber, 500 m Männer
- Lars Bystøl – Skispringen (1-0-2)
Turin 2006: Gold, Normalschanze Männer
Turin 2006: Bronze, Großschanze Männer
Turin 2006: Bronze, Team Männer
- Oskar Bye – Turnen (0-1-0)
London 1908: Silber, Teammehrkampf Männer
- Johannes Thingnes Bø – Biathlon (5-2-1)
Pyeongchang 2018: Gold, 20 km Einzel Männer
Pyeongchang 2018: Silber, 4 × 7,5-km-Staffel Männer
Pyeongchang 2018: Silber, Mixed-Staffel
Peking 2022: Gold, Mixed-Staffel
Peking 2022: Gold, 4 × 7,5-km-Staffel Männer
Peking 2022: Gold, 10 km Sprint Männer
Peking 2022: Gold, 15 km Massenstart Männer
Peking 2022: Bronze, 20 km Einzel Männer
- Tarjei Bø – Biathlon (3-2-1)
Vancouver 2010: Gold, 4 × 7,5-km-Staffel Männer
Pyeongchang 2018: Silber, 4 × 7,5-km-Staffel Männer
Peking 2022: Gold, Mixed-Staffel
Peking 2022: Gold, 4 × 7,5-km-Staffel Männer
Peking 2022: Silber, 12,5 km Verfolgung Männer
Peking 2022: Bronze, 10 km Sprint Männer
- Anette Bøe – Skilanglauf (0-0-1)
Lake Placid 1980: Bronze, 4 × 5-km-Staffel Frauen
- Eilert Bøhm – Turnen (0-1-0)
Antwerpen 1920: Silber, Freies System Männer
- Håvard Bøkko – Eisschnelllauf (1-0-1)
Vancouver 2010: Bronze, 1500 m Männer
Pyeongchang 2018: Gold, Teamverfolgung Männer
- Trygve Bøyesen – Turnen (0-2-1)
London 1908: Silber, Teammehrkampf Männer
Stockholm 1912: Bronze, Schwedisches System Männer
Antwerpen 1920: Silber, Freies System Männer

### C
- Agnete Carlsen – Fußball (0-0-1)
Atlanta 1996: Bronze, Frauen
- Conrad Carlsrud – Turnen (0-1-0)
London 1908: Silber, Teammehrkampf Männer
- Conrad Christensen – Turnen (0-0-1)
Stockholm 1912: Bronze, Schwedisches System Männer
- Lauritz Christiansen – Segeln (1-0-0)
Antwerpen 1920: Gold, 12-Meter-Klasse Typ 1907 Männer
- Vetle Sjåstad Christiansen – Biathlon (1-0-1)
Peking 2022: Gold, 4 × 7,5-km-Staffel Männer
Peking 2022: Bronze, 15 km Massenstart Männer
- Torleiv Corneliussen – Segeln (1-0-0)
Stockholm 1912: Gold, 8-Meter-Klasse Männer

### D
- Aslaug Dahl – Skilanglauf (0-0-1)
Sapporo 1972: Bronze, 3 × 5-km-Staffel Frauen
- Christopher Dahl – Segeln (1-0-0)
Paris 1924: Gold, 6-Meter-Klasse Männer
- Gunn-Rita Dahle – Radsport(1-0-0)
Athen 2004: Gold, Mountainbike Frauen
- Mona Dahle – Handball (0-1-0)
Barcelona 1992: Silber, Frauen
- Marianne Dahlmo – Skilanglauf (0-1-0)
Calgary 1988: Silber, 4 × 5-km-Staffel Frauen
- Stine Oftedal Dahmke – Handball (1-0-2)
Rio de Janeiro 2016: Bronze, Frauen
Tokio 2020: Bronze, Frauen
Paris 2024: Gold, Frauen
- Egil Danielsen – Leichtathletik (1-0-0)
Melbourne 1956: Gold, Speerwurf Männer
- Flemming Davanger – Curling (1-0-0)
Salt Lake City 2002: Gold Männer
- Ingolf Davidsen – Turnen (0-1-0)
Antwerpen 1920: Silber, Freies System Männer
- Paul Davis – Segeln (0-0-1)
Sydney 2000: Bronze, Soling Männer
- Thale Rushfeldt Deila – Handball (1-0-0)
Paris 2024: Gold, Frauen
- Christian Dick – Segeln (0-1-0)
Antwerpen 1920: Silber, 7-Meter-Klasse Männer
- Jørn Didriksen – Eisschnelllauf (0-1-0)
Innsbruck 1976: Silber, 1000 m Männer
- Berit Digre – Handball (0-1-0)
Seoul 1988: Silber, Frauen
- John Ditlev-Simonsen – Segeln (0-1-0)
Berlin 1936: Silber, 8-Meter-Klasse
- Olaf Ditlev-Simonsen – Segeln (0-1-0)
Berlin 1936: Silber, 8-Meter-Klasse
- Kristine Duvholt Havnås – Handball (0-1-1)
Barcelona 1992: Silber, Frauen
Sydney 2000: Bronze, Frauen
- Trude Dybendahl – Skilanglauf (0-3-0)
Calgary 1988: Silber, 4 × 5-km-Staffel Frauen
Albertville 1992: Silber, 4 × 5-km-Staffel Frauen
Lillehammer 1994: Silber, 4 × 5-km-Staffel Frauen
- Bjørn Dæhlie – Skilanglauf (8-4-0)
Albertville 1992: Gold, 15 km Verfolgung Männer
Albertville 1992: Gold, 50 km Männer
Albertville 1992: Gold, 4 × 10-km-Staffel Männer
Albertville 1992: Silber, 30 km Männer
Lillehammer 1994: Gold, 10 km klassisch Männer
Lillehammer 1994: Gold, 15 km Verfolgung Männer
Lillehammer 1994: Silber, 30 km Freistil Männer
Lillehammer 1994: Silber, 4 × 10-km-Staffel Männer
Nagano 1998: Gold, 10 km klassisch Männer
Nagano 1998: Gold, 50 km Freistil Männer
Nagano 1998: Gold, 4 × 10-km-Staffel Männer
Nagano 1998: Silber, 15 km Verfolgung Männer

### E
- Tiril Eckhoff – Biathlon (2-3-3)
Sotschi 2014: Gold, Mixed-Staffel
Sotschi 2014: Bronze, 12,5 km Massenstart Frauen
Sotschi 2014: Silber, 4 × 6-km-Staffel Frauen
Pyeongchang 2018: Silber, Mixed-Staffel
Pyeongchang 2018: Bronze, 12,5 km Massenstart Frauen
Peking 2022: Gold, Mixed-Staffel
Peking 2022: Silber, 12,5 km Massenstart Frauen
Peking 2022: Bronze, 10 km Verfolgung Frauen
- Siri Eftedal – Handball (0-1-0)
Barcelona 1992: Silber, Frauen
- Ole Christian Eidhammer – Skispringen (0-0-1)
Calgary 1988: Bronze, Team Männer
- Marte Eliasson – Handball (0-1-0)
Seoul 1988: Silber, Frauen
- Trond Einar Elden – Nordische Kombination (0-1-0)
Albertville 1992: Silber, Team Männer
- Ole Ellefsæter – Skilanglauf (2-0-0)
Grenoble 1968: Gold, 50 km Männer
Grenoble 1968: Gold, 4 × 10-km-Staffel Männer
- Håkon Ellingsen – Rudern (0-0-1)
Antwerpen 1920: Bronze, Achter Männer
- Håkon Endreson – Turnen (0-1-0)
Antwerpen 1920: Silber, Freies System Männer
- Toralf Engan – Skispringen (1-1-0)
Innsbruck 1964: Gold, Großschanze Männer
Innsbruck 1964: Silber, Normalschanze Männer
- Hallgeir Engebråten – Eisschnelllauf (1-0-1)
Peking 2022: Gold, Teamverfolgung Männer
Peking 2022: Bronze, 5000 m Männer
- Alfred Engelsen – Turnen (1-0-0)
Stockholm 1912: Gold, Freies System Männer
- Kai Arne Engelstad – Eisschnelllauf (0-0-1)
Sarajevo 1984: Bronze, 1000 m Männer
- Oscar Engelstad – Turnen (0-0-1)
Stockholm 1912: Bronze, Schwedisches System Männer
- Babben Enger-Damon – Skilanglauf (1-0-0)
Grenoble 1968: Gold, 3 × 5-km-Staffel Frauen
- Leif Erichsen – Segeln (0-1-0)
Antwerpen 1920: Silber, 6-Meter-Klasse Typ 1907 Männer
- Aage Eriksen – Ringen (0-1-0)
London 1948: Silber, Leichtgewicht griechisch-römisch Männer
- Ann-Cathrin Eriksen – Handball (0-0-1)
Sydney 2000: Bronze, Frauen
- Ivar Eriksen – Eisschnelllauf (0-1-0)
Grenoble 1968: Silber, 1500 m Männer
- Lars Erik Eriksen – Skilanglauf (0-1-0)
Lake Placid 1980: Silber, 4 × 10-km-Staffel Männer
- Marius Eriksen – Turnen (0-0-1)
Stockholm 1912: Bronze, Schwedisches System Männer
- Nils Eriksen – Fußball (0-0-1)
Berlin 1936: Bronze, Männer
- Stein Eriksen – Ski Alpin (1-1-0)
Oslo 1952: Gold, Riesenslalom Männer
Oslo 1952: Silber, Slalom Männer
- Jakob Erstad – Turnen (0-1-0)
Antwerpen 1920: Silber, Freies System Männer
- Gro Espeseth – Fußball (1-0-1)
Atlanta 1996: Bronze, Frauen
Sydney 2000: Gold, Frauen
- Magnar Estenstad – Skilanglauf (0-1-1)
Oslo 1952: Silber, 4 × 10-km-Staffel Männer
Oslo 1952: Bronze, 50 km Männer
- Frode Estil – Skilanglauf (2-2-0)
Salt Lake City 2002: Gold, 20 km Verfolgung Männer
Salt Lake City 2002: Gold, 4 × 10-km-Staffel Männer
Salt Lake City 2002: Silber, 15 km klassisch Männer
Turin 2006: Silber, 30 km Skiathlon Männer
- Bernt Evensen – Eisschnelllauf (1-2-1)
St. Moritz 1928: Gold, 500 m Männer
St. Moritz 1928: Silber, 1500 m Männer
St. Moritz 1928: Bronze, 5000 m Männer
Lake Placid 1932: Silber, 500 m Männer
- Erling Evensen – Skilanglauf (0-0-1)
St. Moritz 1948: Bronze, 4 × 10-km-Staffel Männer
- Johan Remen Evensen – Skispringen (0-0-1)
Vancouver 2010: Bronze, Team Männer

### F
- Eilert Falch-Lund – Segeln (1-0-0)
Stockholm 1912: Gold, 12-Meter-Klasse Männer
- Torbjørn Falkanger – Skispringen (0-1-0)
Oslo 1952: Silber, Großschanze Männer
- Otto Falkenberg – Segeln (1-0-0)
Antwerpen 1920: Gold, 10-Meter-Klasse Typ 1919 Männer
- Børre Falkum-Hansen – Segeln (0-1-0)
Helsinki 1952: Silber, 5,5-Meter-R-Klasse Männer
- Maiken Caspersen Falla – Skilanglauf (1-1-1)
Sotschi 2014: Gold, Sprint Frauen
Pyeongchang 2018: Bronze, Teamsprint Frauen
Pyeongchang 2018: Silber, Sprint Frauen
- Sverre Farstad – Eisschnelllauf (1-0-0)
St. Moritz 1948: Gold, 1500 m Männer
- Johan Faye – Segeln (0-1-0)
Antwerpen 1920: Silber, 7-Meter-Klasse Männer
- Finn Ferner – Segeln (0-1-0)
Helsinki 1952: Gold, 6-Meter-R-Klasse Männer
- Johan Ferner – Segeln (0-1-0)
Helsinki 1952: Gold, 6-Meter-R-Klasse Männer
- Ole Gunnar Fidjestøl – Skispringen (0-0-1)
Calgary 1988: Bronze, Team Männer
- Nils Olav Fjeldheim – Kanu (0-0-1)
Athen 2004: Bronze, Zweier-Kajak 1000 m Männer
- Ann Kristin Flatland – Biathlon (0-0-1)
Sotschi 2014: Bronze, 4 × 6-km-Staffel Frauen
- Johann André Forfang – Skispringen (1-0-2)
Pyeongchang 2018: Silber, Normalschanze Männer
Pyeongchang 2018: Gold, Skispringen Team Männer
Pyeongchang 2018: Bronze, Großschanze Männer
- Ivar Formo – Skilanglauf (1-2-1)
Sapporo 1972: Silber, 4 × 10-km-Staffel Männer
Sapporo 1972: Bronze, 15 km Männer
Innsbruck 1976: Gold, 50 km Männer
Innsbruck 1976: Silber, 4 × 10-km-Staffel Männer
- Sebastian Foss Solevåg – Ski Alpin (0-0-1)
Pyeongchang 2018: Bronze, Teamwettbewerb
- Marit Malm Frafjord – Handball (2-0-2)
Peking 2008: Gold, Frauen
London 2012: Gold, Frauen
Rio de Janeiro 2016: Bronze, Frauen
Tokio 2020: Bronze, Frauen
- Daniel Franck – Snowboard (0-1-0)
Nagano 1998: Silber, Halfpipe Männer
- Odd Frantzen – Fußball (0-0-1)
Berlin 1936: Bronze, Männer
- Johan Friele – Segeln (1-0-0)
Antwerpen 1920: Gold, 12-Meter-Klasse Typ 1919 Männer
- Tone Gunn Frustøl – Fußball (0-0-1)
Atlanta 1996: Bronze, Frauen
- Olaf Frydenlund – Schießen (0-1-0)
Paris 1900: Silber, Armeegewehr 300 m Dreistellungskampf Team Männer
- Hege Frøseth – Handball (0-1-0)
Barcelona 1992: Silber, Frauen
- Ole Kristian Furuseth – Ski Alpin (0-1-0)
Nagano 1998: Silber, Slalom Männer
- Harald Færstad – Turnen (0-1-0)
Antwerpen 1920: Silber, Freies System Männer

### G
- Robert Giertsen – Segeln (1-0-0)
Antwerpen 1920: Gold, 10-Meter-Klasse Typ 1919 Männer
- Willy Gilbert – Segeln (1-0-0)
Antwerpen 1920: Gold, 10-Meter-Klasse Typ 1919 Männer
- Egil Gjelland – Biathlon (1-1-0)
Nagano 1998: Silber, 4 × 7,5-km-Staffel Männer
Salt Lake City 2002: Gold, 4 × 7,5-km-Staffel Männer
- Alv Gjestvang, Eisschnelllauf (0-1-1)
Cortina d’Ampezzo 1956: Bronze, 500 m Männer
Innsbruck 1964: Silber, 500 m Männer
- Thoralf Glad – Segeln (1-0-0)
Stockholm 1912: Gold, 8-Meter-Klasse Männer
- Susann Goksør – Handball (0-1-1)
Barcelona 1992: Silber, Frauen
Sydney 2000: Bronze, Frauen
- Pål Golberg – Skilanglauf (0-1-0)
Peking 2022: Silber, 4 × 10-km-Staffel Männer
- Jørgen Graabak – Nordische Kombination (4-2-0)
Sotschi 2014: Gold, Großschanze Männer
Sotschi 2014: Gold, Team Männer
Pyeongchang 2018: Silber, Team Männer
Peking 2022: Gold, Großschanze Männer
Peking 2022: Gold, Team Männer
Peking 2022: Silber, Normalschanze Männer
- Halfdan Gran-Olsen – Rudern (0-0-1)
London 1948: Bronze, Achter Männer
- Rikke Marie Granlund – Handball (0-0-1)
Tokio 2020: Bronze, Frauen
- Hans Magnus Grepperud – Rudern (0-0-1)
Los Angeles 1984: Bronze, Zweier ohne Steuermann
- Kari Aalvik Grimsbø – Handball (2-0-1)
Peking 2008: Gold, Frauen
London 2012: Gold, Frauen
Rio de Janeiro 2016: Bronze, Frauen
- Anthon Grimsmo – Curling (0-0-1)
Nagano 1998: Bronze, Männer
- Kjersti Grini – Handball (0-0-1)
Sydney 2000: Bronze, Frauen
- Lars Grini – Skispringen (0-0-1)
Grenoble 1968: Bronze, Großschanze Männer
- Sverre Grøner – Turnen (0-1-0)
London 1908: Silber, Teammehrkampf Männer
- Harald Grønningen – Skilanglauf (2-3-0)
Squaw Valley 1960: Silber, 4 × 10-km-Staffel Männer
Innsbruck 1964: Silber, 15 km Männer
Innsbruck 1964: Silber, 30 km Männer
Grenoble 1968: Gold, 15 km Männer
Grenoble 1968: Gold, 4 × 10-km-Staffel Männer
- Audun Grønvold – Freestyle-Skiing (0-0-1)
Vancouver 2010: Bronze, Skicross Männer
- Roar Grønvold – Eisschnelllauf (0-2-0)
Sapporo 1972: Silber, 1500 m Männer
Sapporo 1972: Silber, 5000 m Männer
- Johan Grøttumsbråten – Nordische Kombination, Skilanglauf (3-1-2)
Chamonix 1924: Silber, 18 km Männer
Chamonix 1924: Bronze, 50 km Männer
Chamonix 1924: Bronze, Kombination Männer
St. Moritz 1928: Gold, 18 km Männer
St. Moritz 1928: Gold, Kombination Männer
Lake Placid 1932: Gold, Kombination Männer
- Linda Grubben – Biathlon (0-1-0)
Salt Lake City 2002: Silber, 4 × 7,5-km-Staffel Frauen
- Per Gulbrandsen – Rudern (0-0-1)
Antwerpen 1920: Bronze, Vierer mit Steuermann
- Ragnhild Gulbrandsen – Fußball (1-0-0)
Sydney 2000: Gold, Frauen
- Jacob Gundersen – Ringen (0-1-0)
London 1908: Silber, Schwergewicht Freistil Männer
- Solveig Gulbrandsen – Fußball (1-0-0)
Sydney 2000: Gold, Frauen
- Trude Gundersen – Taekwondo (0-1-0)
Sydney 2000: Silber, Klasse bis 67 kg Frauen
- Stig-Arne Gunnestad – Curling (0-0-1)
Nagano 1998: Bronze, Männer